# Erebia pluto
Erebia pluto är en fjärilsart som beskrevs av Richard William Fereday 1872. Erebia pluto ingår i släktet Erebia och familjen praktfjärilar. Inga underarter finns listade i Catalogue of Life.

## Bildgalleri

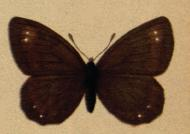
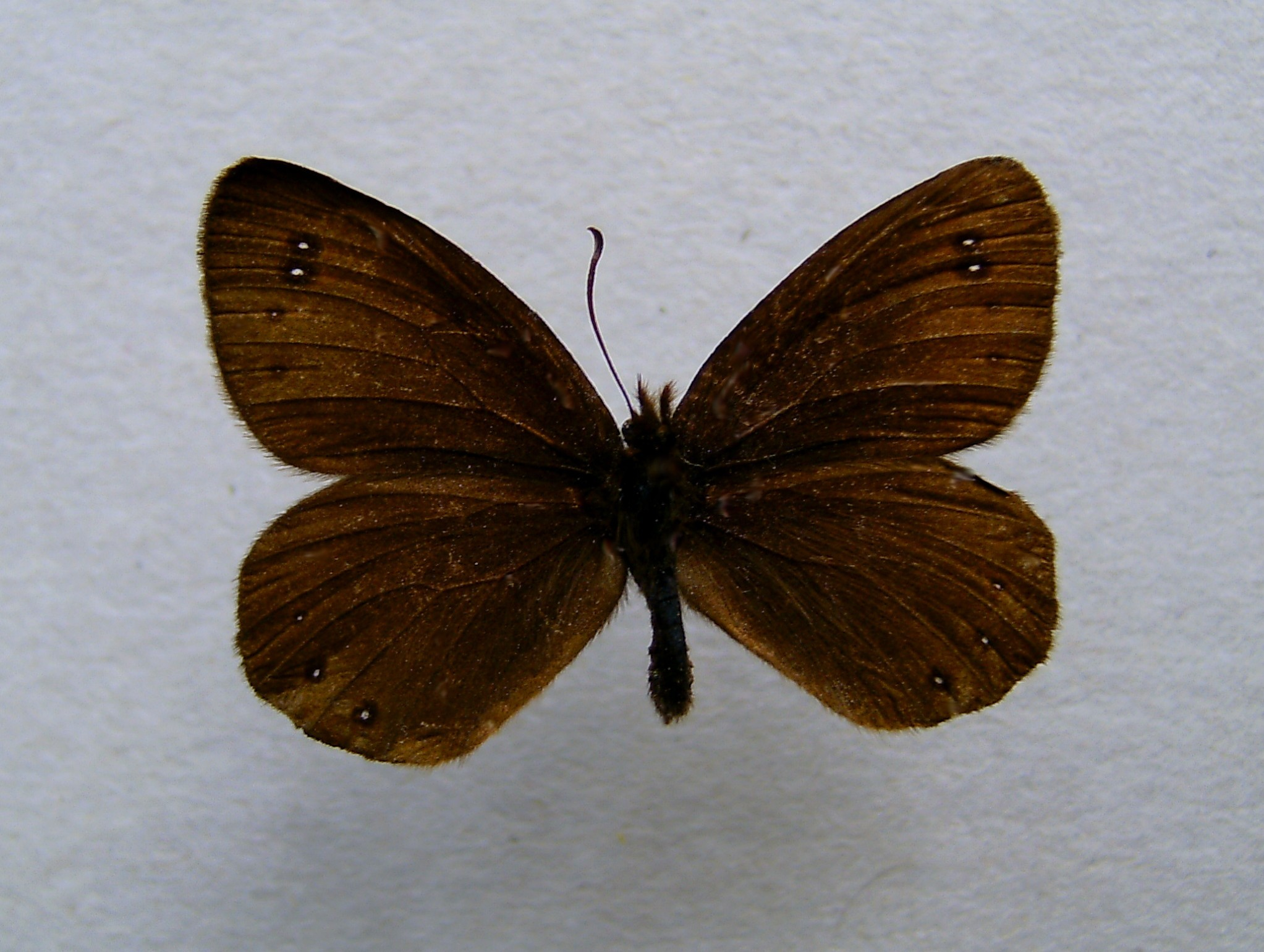
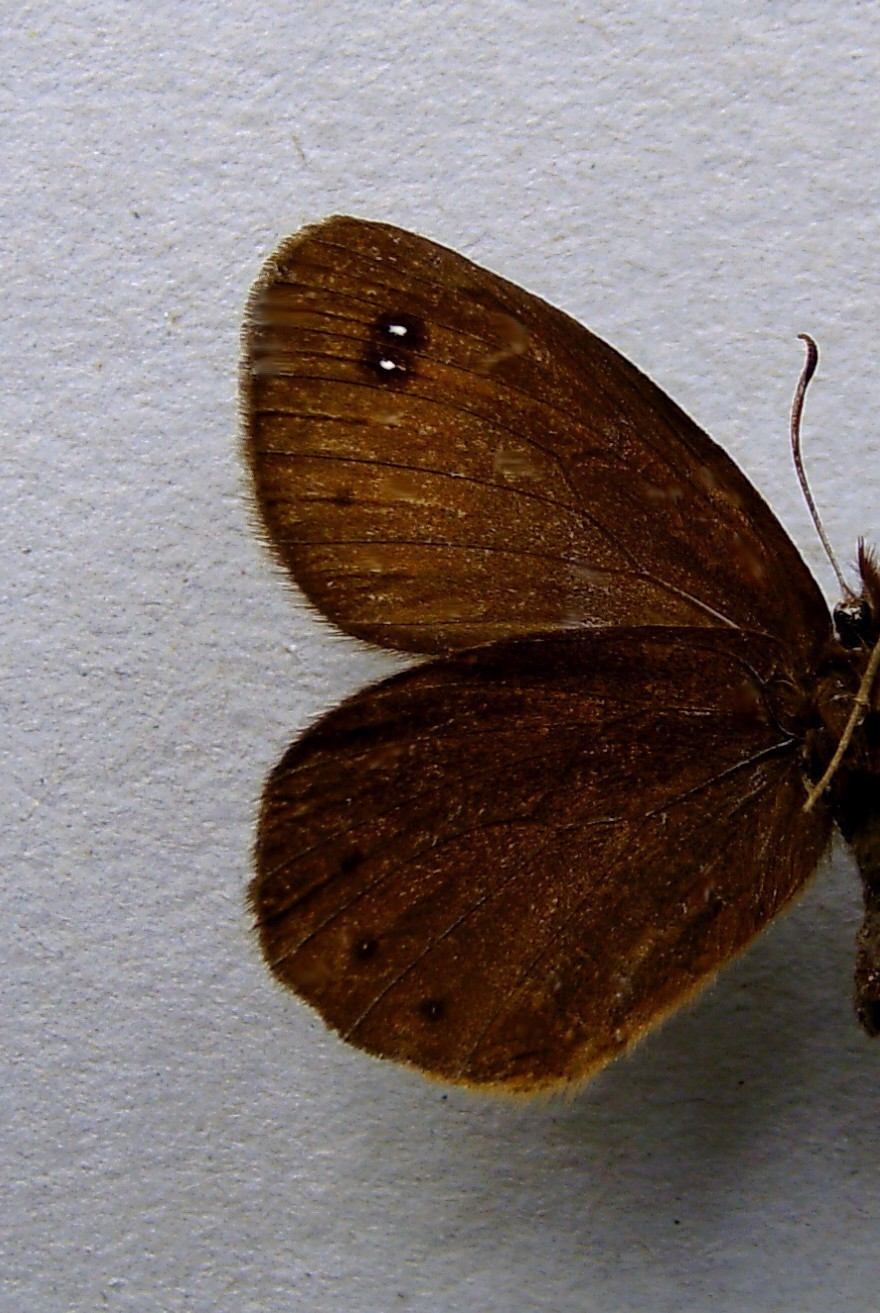